# Arredamento moderno
Arredamento moderno (Design for Leaving) è un film del 1954 diretto da Robert McKimson. È un cortometraggio animato della serie Looney Tunes, prodotto dalla Warner Bros., uscito negli Stati Uniti il 27 marzo 1954. I protagonisti del cartone animato sono Daffy Duck e Taddeo.

## Trama
Riprendendo un ruolo di venditore che Daffy aveva precedentemente interpretato in Daffy Dilly (1948), The Stupor Salesman (1948) e Fool Coverage (1952), Design for Leaving si apre con Daffy come un venditore porta a porta veloce da Acme Future-Antic Push-Button Home of Tomorrow Household Appliance Company, Inc. Daffy visita Taddeo a casa sua mentre si sta preparando a partire per il lavoro, e dice che Acme lo ha autorizzato a installare, a costo zero, una linea completa di elettrodomestici automatici ultra-moderni (in una prova gratuita di 10 giorni). Elmer cerca di parlare ma viene ripetutamente interrotto da Daffy, che afferraTaddeo per un braccio e lo accompagna su un autobus per portarlo in ufficio. Nonostante le proteste di Taddeo che ha la sua auto, Daffy lo spinge su un autobus per Duluth.
Più tardi quel giorno, Taddeo trova un passaggio in un furgone da Duluth e torna a casa. Daffy saluta Taddeo alla porta d'ingresso e lo accoglie nella sua nuova "futuristica casa automatizzata".Taddeo vede che la sua casa è diversa e chiede a Daffy cosa ha fatto, ma Daffy preme rapidamente un pulsante e una macchina rimuove il cappello e il cappotto di Taddeo. Daffy poi guida Taddeo ad una poltrona massaggiante. Taddeo piace in un primo momento, ma Daffy preme un pulsante e Taddeo riceve un massaggio aggressivo, che lo destabilizza. La sedia mette automaticamente un sigaro nella bocca d Taddeo e lo accende, ma il fumo attiva un estintore robotico da un'altra stanza che versa un secchio d'acqua addosso a Taddeo. Daffy afferma che è molto sensibile al calore.
Dopodiché, Daffy guida Taddeo in cucina. Daffy incoraggia Taddeo a crogiolarsi nel "tesoro di elettrodomestici per risparmiare lavoro" della cucina e dimostra un nuovo affilacoltelli che però distrugge la lama di uno dei coltelli di Taddeo. Imperterrito, Daffy sottolinea lo smaltimento dei rifiuti, che si rivela essere un maiale che è alloggiato sotto il lavandino della cucina (presumibilmente a causa di tagli al budget).
Daffy mostra poi a Taddeo il "pannello di controllo principale" che gestisce tutti i nuovi apparecchi. Daffy suggerisce cosa farebbe Taddeo se le pareti fossero sporche. Taddeo dice semplicemente che le avrebbe pulite, e allora Daffy preme un pulsante contrassegnato "Pulisci Pareti" (Wall Cleaner) e un dispositivo robotico emerge per pulire le pareti, ma rimuove invece la carta da parati di Taddeo (umoristicamente deturpando un ritratto di un capitano nel processo rimuovendo tutti tranne il capitano e la sua biancheria intima). Daffy cerca di regolare il dispositivo, ma lo regola in modo sbagliato così che comincia a rimuovere anche l'intonaco ("Oh! Le mie pareti rovinate!"). Daffy lo disattiva rapidamente, poi chiede a Elmer se è stanco di vedere sporchi i vetri delle finestre; Daffy quindi preme un pulsante che attiva una macchina che copre la finestra di Elmer con mattoni, e dice che "non dovrà più vedere sporchi i vetri delle finestre". Taddeo si arrabbia, dicendo a Daffy che "[è] così arrabbiato che, [va] a fuoco!" attivando di nuovo l'estintore così da ricevere un'altra secchiata d'acqua.
Daffy cerca di continuare la dimostrazione, ma Taddeo si oppone, dicendo ogni volta che Daffy preme un pulsante capita qualcosa. Quindi Daffy accetta di lasciare che Taddeo spinga un pulsante. Taddeo individua un pulsante rosso non marcato, dicendo con la sua voce distinta, "Penso che premerò questo rosso." Daffy ferma Taddeo, gridando:" No, no, no! Quello rosso NO! Non premerai quello rosso, no!" Taddeo allora preme un altro pulsante che recita "Antifurto" (Burglar Alarm) e un cane meccanico esce dal muro che lo morde alla gamba, e lui urla di dolore.
Daffy poi porta Taddeo in una camera da letto e gli mostra un dispositivo che legherà automaticamente una cravatta al collo, dalle opzioni di Bow, Four-in-hand, Five-in-hand, False Granny, Windsor, Smindsor e un'opzione senza etichetta. Daffy cerca di dimostrarlo, ma preme erroneamente il pulsante non marcato, causando la macchina a mettere Elmer in un cappio ("Aiuto, mi tiri giù!"). Daffy spegne la macchina e si riferisce casualmente al cappio come "Nodo Alcatraz da collo" come se fosse un tipo di cravatta. Elmer è esausto, dicendo a Daffy che vuole rimuovere tutte le" sciocchezze del pulsante " e cerca di andare al piano di sopra per prendere un'aspirina, ma non può farlo perché la sua scala è stata rimossa. Daffy si vanta con sicurezza che non è necessario salire le scale in una casa a pulsante e utilizza un dispositivo simile all'ascensore per portare il "piano di sopra (al) piano di sotto". Taddeo sembra impressionato, ma chiede cosa succede al piano di sotto, e Daffy alza il piano di sopra che dimostra che tutto al piano di sotto è stato distrutto. Elmer chiede se ci sono "altri geniali apparecchi da mostrarmi, mio caro signor rappresentante?", e quando Daffy dice di no, Taddeo fa una telefonata ma la conversazione è impercettibile. Quando Taddeo riaggancia qualcuno bussa alla sua porta di casa e una grande cassa viene portata dentro. Taddeo apre la cassa e avvia il motore, raccontando a Daffy del suo nuovo "future-antic push-button salesman ejector" che afferra Daffy per le spalle e lo spinge fuori di casa, calciandolo ripetutamente.
Sbarazzatosi di Daffy, Taddeo si ricorda del pulsante rosso e si chiede "Ehi, a cosa serviva quel pulsante rosso?" Nonostante l'avvertimento di Daffy di non toccarlo mai, la curiosità di Taddeo ha la meglio su di lui, e quando lo preme, un display dice "In caso di maremoto" (In case of tidal wave)
Di conseguenza, un ascensore idraulico solleva la sua casa in alto. Taddeo guarda fuori dalla porta d'ingresso e Daffy appare in elicottero dicendo, "A una modica cifra le installo questo pulsante blu per far scendere la casa!".

## Distribuzione

### Edizione italiana
Esistono due doppiaggi italiani del corto. Il primo risale agli anni ottanta, effettuato dalla Effe Elle Due ed usato in TV.
Il secondo, effettuato nel 1998 dalla Time Out Cin.Ca ed usato sia in VHS, in TV e in DVD.

## Edizioni home video
Il cortometraggio è incluso con il ridoppiaggio nella VHS Super Duck e nel DVD Looney Tunes Superstars: Daffy Duck - Un Papero Fallito.